# Parco nazionale di Phong Nha-Ke Bang
Phong Nha-Kẻ Bàng è un parco nazionale della provincia di Quang Binh in Vietnam, 50 chilometri a nord della città di Đồng Hới.
Questo parco ha 300 caverne e grotte, per una lunghezza totale di 70 chilometri, di cui solo 20 sono stati esaminati degli scienziati vietnamiti. Ci sono molti fiumi, cascate e torrenti sotterranei in questo parco, che vanta una ricca diversità biologica. Alcune delle specie sono state osservate solo al suo interno.
L'area del parco è una delle più grandi regioni di calcare del mondo, ed è caratterizzata dalla presenza di diverse centinaia di caverne e grotte, i cui passaggi sotterranei sono ornati di stalattiti e stalagmiti. Nel 2005 vi è stata scoperta una nuova specie di geco, il Lygosoma boehmei.
Il parco è stato riconosciuto nel 2003 dall'UNESCO quale patrimonio naturale dell'umanità in Vietnam, durante la ventisettesima sessione dell'assemblea generale che si è tenuta a Parigi dal 30 giugno al 5 luglio. Alla sessione, i delegati di oltre 160 stati membri della convenzione dell'Unesco hanno acconsentito all'inclusione del parco di Phong Nha-Kẻ Bàng e di altri 30 siti nella lista dei Patrimoni dell'umanità.

## Cronologia dell'esplorazione
Le iscrizioni Champa presenti su stele e altari della grotta dimostrano che l'uomo abitava la grotta molto prima che questa venisse annessa del Vietnam durante l'espansione meridionale di Nam tien. Nel 1550 Dương Văn An fu il primo vietnamita a scrivere di questa grotta. Phong Nha è raffigurata sulle nove urne della cittadella della dinastia Nguyễn Dynasty, a Huế. Nel 1824 a Phong Nha fu conferito il titolo di "Diệu ứng chi thần" (Han Tu: 妙應之神) da re Minh Mạng, mentre per i re Nguyen era "Thần Hiển Linh" (Han Tu: 神顯靈). Alla fine del XIX secolo Léopold Michel Cadière, sacerdote cattolico francese, condusse una spedizione per esplorare la grotta di Phong Nha, nel corso della quale scoprì le iscrizioni Champa. Proclamò Phong Nha "la grotta numero uno dell'Indocina". Nel luglio del 1924 un esploratore inglese, Barton, disse che Phong Nha non era seconda alle famose grotte di Padirac (Francia), Cuevas del Drach (Spagna).
Nel 1935 un abitante locale scoprì casualmente una grotta situata ad un chilometro dall'entrata, ad un'altezza di 200 metri. Fu chiamata grotta di Tien Son (letteralmente grotta della fiaba), o grotta Asciutta per il suo aspetto, e per il fatto che non sono presenti al suo interno corsi d'acqua. Nel 1937 l'ufficio del turismo di Huế pubblicò un dépliant per incentivare il turismo a Quang Binh, e Phong Nha fu citata nell'introduzione. Prima del 1990 furono condotte molte esplorazioni da parte di vietnamiti e di gruppi stranieri. A partire dal 1990 le azioni di scoperta si tramutarono in ricerca, e la completa documentazione sulla grotta fu girata all'UNESCO chiedendo l'iscrizione tra i patrimoni dell'umanità.
Nel 1990, per la prima volta, l'università di Hanoi accettò la proposta di cooperazione della British Cave Research Association. La prima esplorazione congiunta fu effettuata nel 1990 da un gruppo di ricercatori della British Cave Research Association e della Facoltà di Geologia e Geografia di Hanoi, guidato da Howard Limbert. Gli sforzi si focalizzarono sulla ricerca riguardante buona parte della grotta Vom. Nel 1992 la seconda spedizione vide all'opera un gruppo di 12 scienziati inglesi e 6 professori vietnamiti. Questa volta furono esplorati 7729 metri della grotta di Phong Nha, e 13690 della Vom e di quelle adiacenti. Nel 1994 la terza spedizione vide coinvolti 11 britannici e 5 vietnamiti. Nel 1999 gli scienziati del Centro Tropicale Vietnamita-Russo portarono avanti sopralluoghi botanici e zoologici nell'area di Ke Bang. Il risultato di queste tre spedizioni, oltre a molto altro materiale riguardante il sistema carsico, fu reso disponibile al governo locale e nazionale per poterne garantire la protezione e lo sviluppo del turismo.
Nel 2005 gli scienziati della British Cave Research Association scoprirono una nuova grotta cui diedero il nome di Grotta del Paradiso (động Thiên Đường). Si trattava, secondo gli scienziati britannici, della "più grande e bella grotta di Phong Nha-Ke Bang". Il 1º giugno 2006 il Ministero della Cultura e dell'Informazione del Vietnam emise una collezione di francobollo raffigurante vari paesaggi di Phong Nha-Ke Bang. Nell'aprile 2009 è stata completata l'esplorazione di quella che è risultata la caverna più grande del complesso ipogeo, la caverna di Sơn Động, lunga 5 km, con un'altezza di circa 200 metri e una larghezza di 150 m.

## Geografia

### Posizione geografica

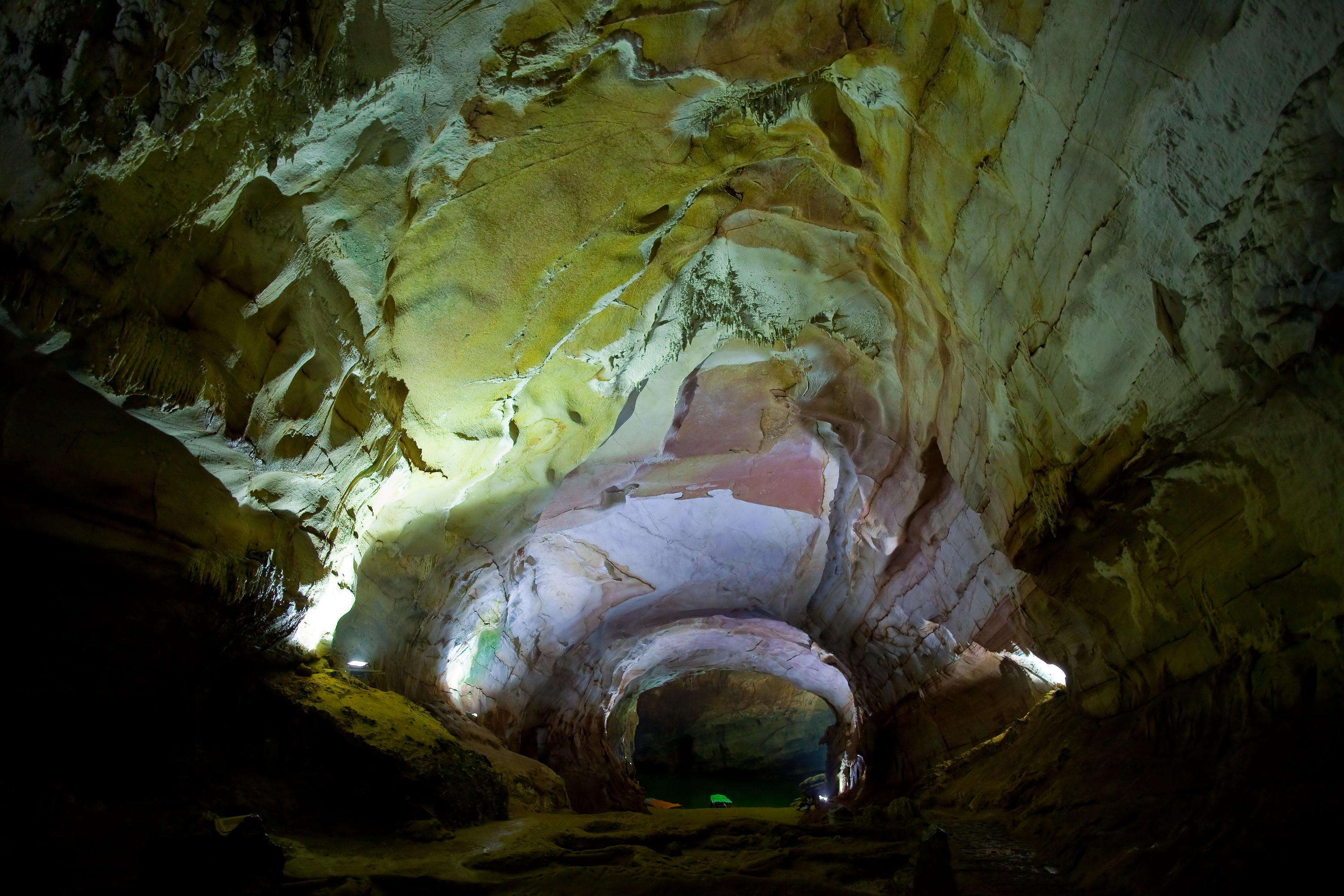
Interno della grotta di Phong Nha

Phong Nha - Ke Bang si trova nel territorio dei comuni di Tan Trach, Thuong Trach, Phuc Trach, Xuan Trach e Son Trach, nel distretto di Bo Trach e, in misura minore, in quello di Minh Hoa, al centro della provincia di Quang Binh, circa 40 km a nordovest del capoluogo Đồng Hới. Il parco è circondato dall'area carsica di Hin Namno, nella provincia laotiana di Khammouan. Si trova circa 500 km a sud della capitale Hanoi, e 260 a nord della città portuale di Đà Nẵng. Le esatte coordinate geografiche sono 17°32′14″N 106°09′04.5″E.
Il parco si trova 30 km ad ovest del Mar Cinese meridionale e dell'autostrada 1A, nei pressi della superstrada Ho Chi Minh e 28 km ad ovest della ferrovia Hanoi-Saigon. Il parco è accessibile via strada o via acqua, dal mar cinese meridionale. Esiste un piccolo aeroporto nei pressi del parco, accessibile tramite elicottero o con piccoli aerei (Khe Gat Airbase), usato dalle forze vietnamite durante la guerra del Vietnam, soprattutto la battaglia di Dong Hoi.

### Aspetto del parco
Prima di diventare parco nazionale, quest'area era una riserva naturale. La Riserva Naturale di Phong Nha occupava 50 km², era ufficiale dal 9 agosto 1986, e fu estesa fino a 411,32 km² nel 1991. Il 12 dicembre 2001 il Primo Ministro vietnamita, tramite l'atto 189/2001 189/2001/QĐ-TTG, trasformò la riserva in parco nazionale. L'obbiettivo era quello di proteggere le risorse forestali, la biodiversità all'interno dei confini del parco, e di preservare il valore scientifico di fauna e flora della regione di Bắc Trung Bộ, soprattutto le specie endemiche.
Attualmente il parco ha un'estensione di 857,54 km², divisi in tre zone:
- la "zona severamente protetta" (648,94 km²)
- la "zona di recupero ecologico" (174,49 km²)
- la "zona di servizio amministrativo" (34,11 km²)[7]

### Clima
Come per il resto di Bắc Trung Bộ ed in generale per la provincia di Quang Binh, il clima di questo parco nazionale è di tipo tropicale, caldo ed umido. La temperatura media annuale è tra i 23 ed i 25 °C, con un massimo di 41 °C in estate ed un minimo di 6 °C in inverno. I mesi più caldi sono quelli compresi tra giugno ed agosto, con una temperatura media di 28 °C, mentre i più freddi sono da dicembre a febbraio con 18 °C. Le piogge annuali variano tra i 2000 ed i 2500 mm, e l'88% delle precipitazioni è compresa tra luglio e dicembre. Con oltre 160 giorni di pioggia l'anno, non esistono mesi senza pioggia. L'umidità media annuale è dell'84%.

### Storia della formazione
Le grotte carsiche di Phong Nha–Ke Bang iniziarono la loro evoluzione nel Paleozoico (circa 400 milioni di anni fa), il che le rende l'elemento carsico più antico dell'Asia. Sono state soggette a pesanti modifiche tettoniche, e sono composte da molti tipi di roccia interlacciate in maniere differenti. Si trovano sette differenti livelli di sviluppo carsico dovuto al rialzo tettonico ed al cambiamento del livello del mare, il che ha prodotto una ricca geodiversità e molte caratteristiche geologiche di considerevole importanza. Esistono anche molte prove del fatto che una soluzione solforosa e l'azione idrotermale abbiano giocato un ruolo importante nel dare forma agli elementi delle grotte, anche se questa ipotesi non è mai stata pienamente confermata.
L'attuale area di Phong Nha-Ke Bang è il risultato di 5 formazioni e movimenti della crosta terrestre:
- Tardo Ordoviciano - Antico Siluriano (circa 450 milioni di anni fa)
- Medio-tardo Devoniano (circa 340 milioni di anni fa)
- Carbonifero-Permiano (circa 300 milioni di anni fa)
- Mesozoico Orogenico
- Cenozoico

### Importanza geologica
Il parco nazionale di Phong Nha-Ke Bang è una delle due maggiori regioni calcaree al mondo. Paragonato agli altri 41 patrimoni dell'umanità con caratteristiche carsiche, Phong Nha mostra una diversità geomorfica, geologica e biotica. Il carsismo di Phong Nha può essere fatto risalire al Paleozoico, ovvero a 400 milioni di anni fa. Se si unisse questo parco nazionale a Hin Namno, confinante con Phong Nha ad ovest (in territorio laotiano), il risultato sarebbe la più estesa foresta carsica presente nel Sud-est asiatico, con 317.754 ettari.
In generale, il territorio di Phong Nha Kẻ Bàng viene diviso in due categorie, non-carsico e carsico. La parte non carsica comprende tre tipologie: medie e basse montagne a cupola sviluppate in massicce intrusioni magmatiche; catene di monti semi-spoglie formate da rocce cretaciche: e catene di monti semi-spoglie formate da rocce non cretaciche.
Il territorio carsico è tipicamente di tipo carsico tropicale, e viene diviso in due gruppi per forma: la parte di superficie composta da coni, torri, valli e doline; la parte sotterranea composta da caverne.
Paragonato agli altri tre parchi nazionali protetti dall'UNESCO nel Sud-est asiatico (Parco nazionale di Gunung Mulu in Malaysia, Parco nazionale del fiume sotterraneo Puerto-Princesa su Palawan nelle Filippine ed il Parco nazionale di Lorentz in Irian Jaya) e ad altre regioni carsiche di Thailandia, Cina, Papua Nuova Guinea, il carsismo di Phong Nha-Ke Bang è più antico ed ha una struttura geologica più complessa, oltre a numerosi fiumi sotterranei.

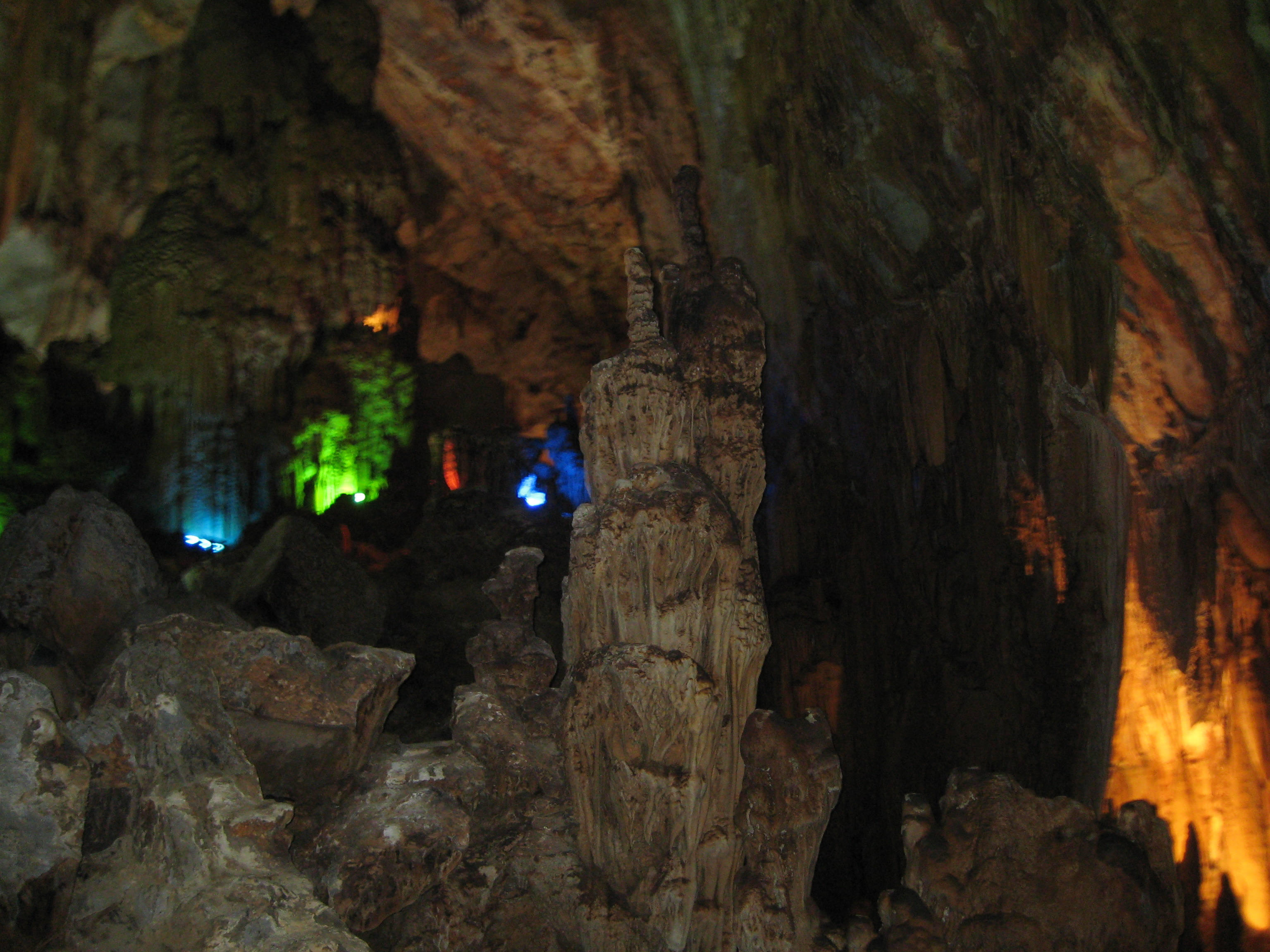
Interno della grotta di Phong Nha, la più bella del parco nazionale

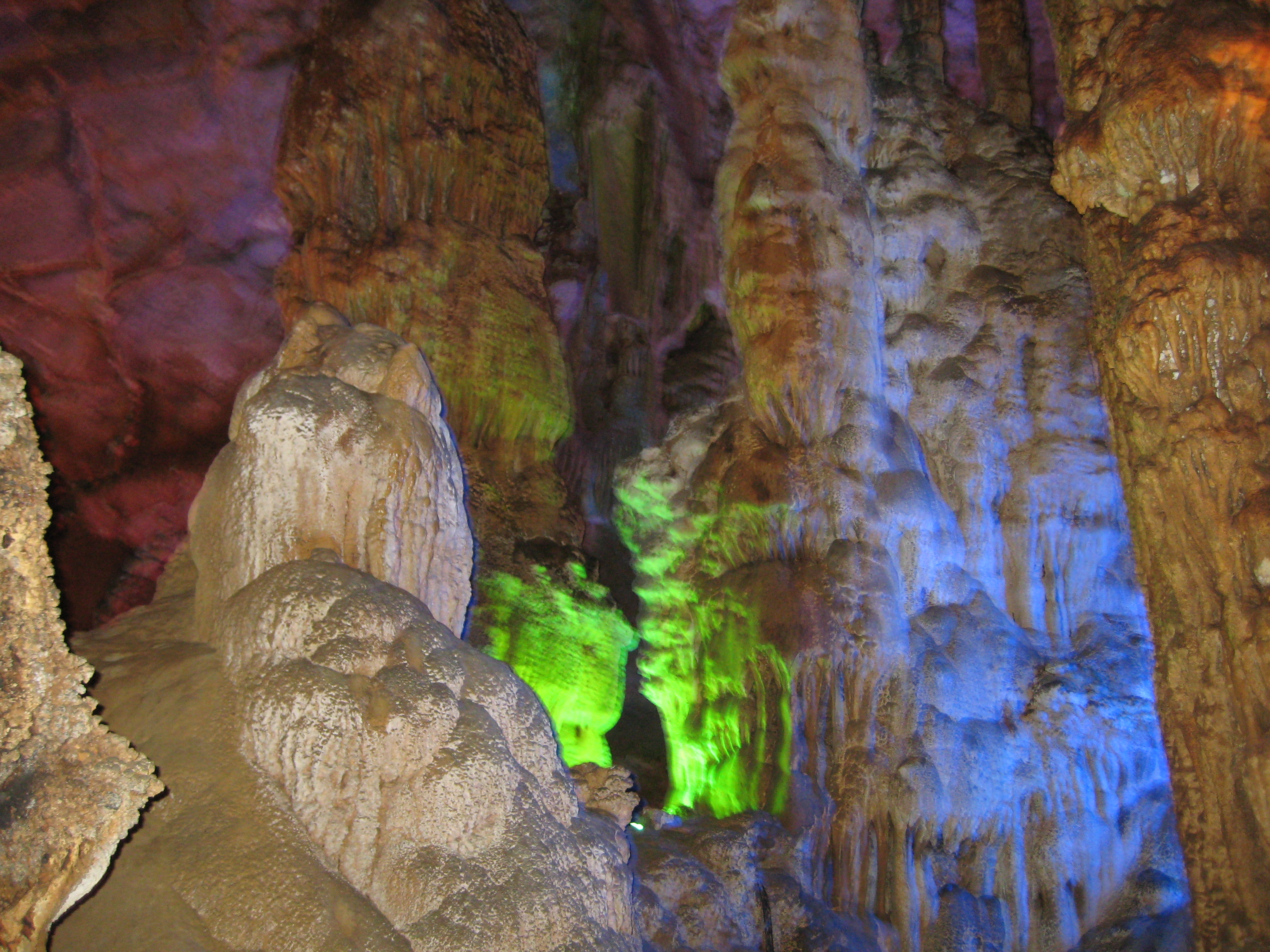
Spettacolare stalagmite in una grotta di Phong Nha Ke Bang

### Montagne
Phong Nha Ke Bang comprende anche due dozzine di vette montuose di oltre 1000 metri d'altezza. I più settentrionali sono il picco Co Rilata (1128 m) ed il picco Co Preu (1213 m).
Le cime dell'area carsica che raggiungono l'altezza di 800 metri formano una catena montuosa che costeggia il confine tra Vietnam e Laos, in cui le principali vette sono: Phu Tạo (1174 m), Co Unet (1150 m), Phu Canh (1095 m), Phu Mun (1078 m), Phu Tu En (1078 m), Phu On Chinh (1068 m), Phu Dung (1064 m), Phu Tu Ôc (1053 m), Phu Long (1015 m), Phu Ôc (1015 m), Phu Dong (1002 m), Phu Sinh (965 m), Phu Co Tri (949 m), Phu On Boi (933 m), Phu Tu (956 m), Phu Toan (905 m), Phu Phong (902 m), núi Ma Ma (835 m).
L'area topograficamente non carsica è una minima percentuale, distribuita soprattutto sul bordo esterno. L'altezza delle cime di queste zone variano tra i 500 ed i 1000 metri. Esistono alcune strette valli lungo il corso dei fiumi quali Am creek, Cha Lo creek, Chua Ngút creek ed una valle lungo il fiume Rao Thuong nell'estremità meridionale. Sulla direttrice nord-sud si trovano importanti cime: Phu Toc Vu (1000 m), Mã Tác (1068 m), Cổ Khu (886 m), U Bò (1009 m), Co Rilata (1128 m). La punta più alta della zona non carsica è Co Preu (1213 m), situata sul confine meridionale.

### Fiumi e ruscelli

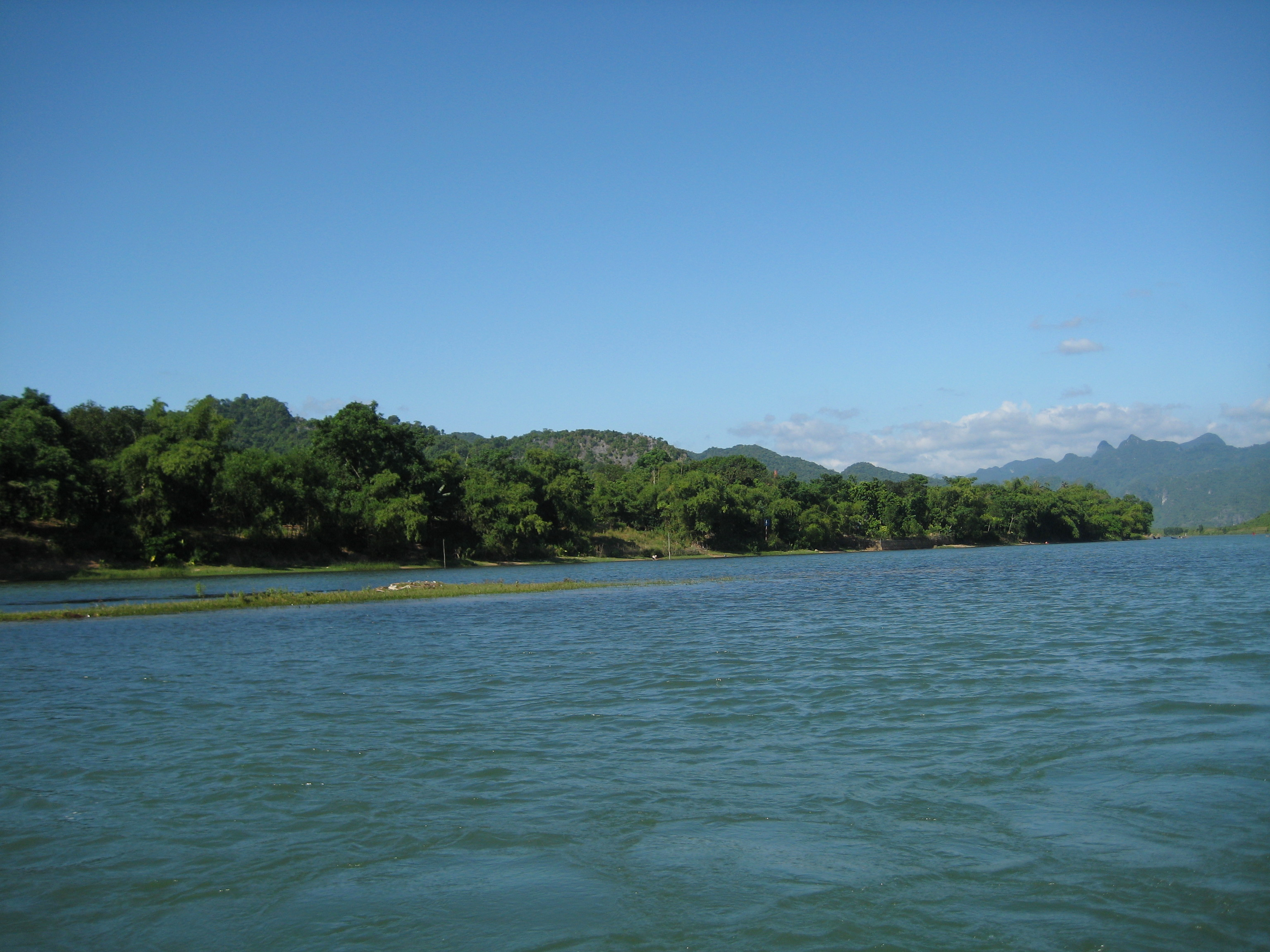
Il fiume Son nel parco di Phong Nha Ke Bang

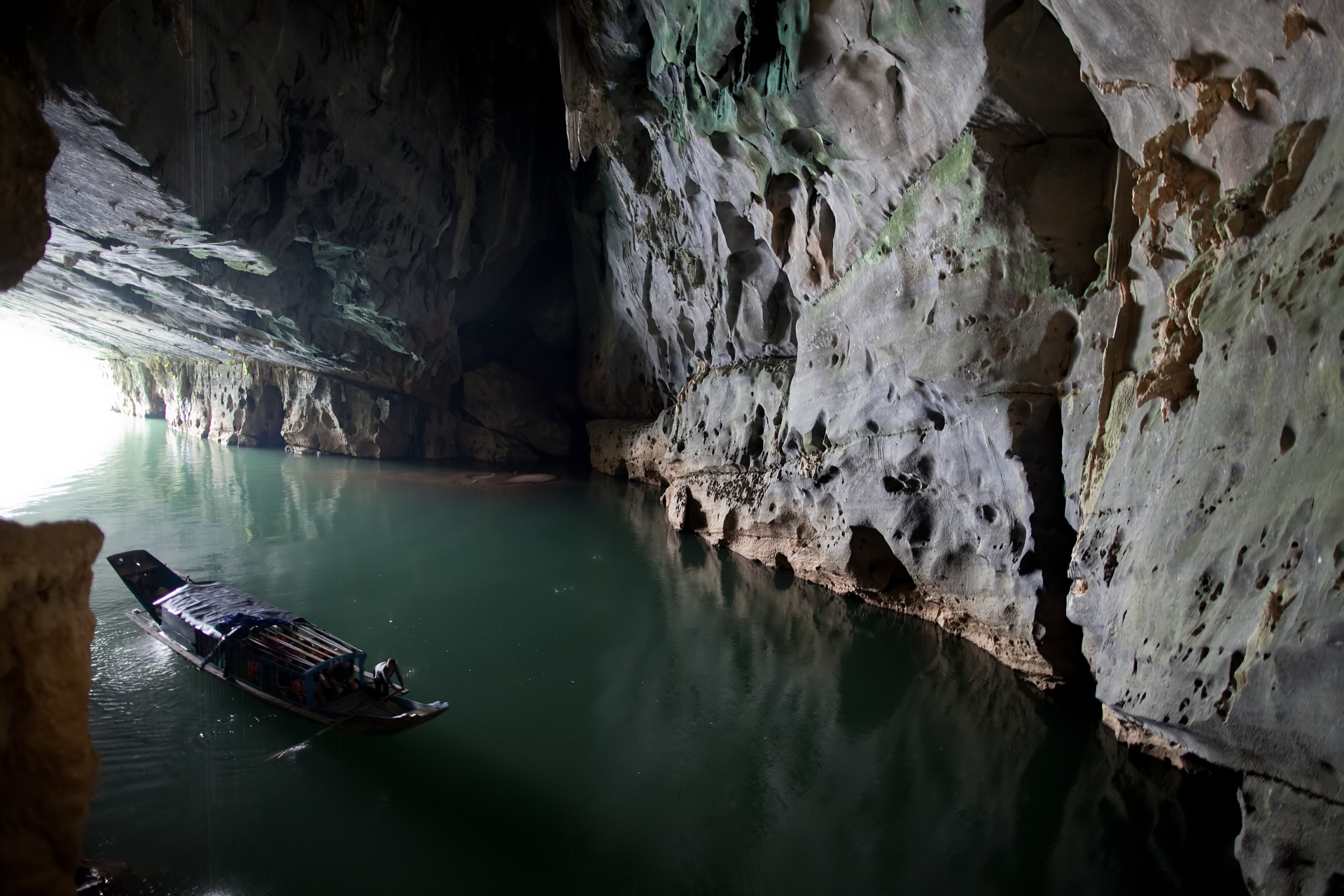
Fiume sotterraneo nella grotta di Phong Nha

Oltre a grotte e caverne, il parco di Phong Nha vanta il più lungo fiume sotterraneo. I fiumi Son e Chay sono i principali del parco. Molte grotte sono state formate da questi due corsi d'acqua. Il Son entra nella grotta Phong Nha per poi inabissarsi, dove diventa il Nam Aki. Riemerge 20 chilometri a sud, nei pressi del monte Pu-Pha-Dam.
Esistono più di dieci spettacolari torrenti, sorgenti e cascate all'interno di Phong Nha-Ke Bang: la cascata Gió, la cascata Madame Loan, il torrente Mọc che sgorga da una catena montuosa calcarea ed il torrente Trạ Ang.

## Caverne e grotte
Phong Nha-Ke Bang conta oltre 300 grotte e caverne. Quella chiamata Phong Nha viene considerata dal BCRA tra le migliori al mondo a causa dei suoi 4 record: più lungo fiume sotterraneo, caverna più lunga e alta, più estesa e bella spiaggia sabbiosa in una caverna, e più spettacolari stalagmiti e stalattiti.
Secondo la relazione dell'UNESCO, Phong Nha vanta un incredibile ammontare di prove sulla storia della terra. Si tratta di un sito di grandissima importanza per l'aumento della nostra conoscenza geologica, geomorfica e della geo-cronologia della regione.

### Etimologia
Il nome Phong Nha-Ke Bang comprende le grotte di Phong Nha e le foreste calcaree di Ke Bang. Il termine Phong Nha viene solitamente fatto risalire al Hán tự:风牙, che significa "dente di vento" (vento che soffia dalla grotta e stalattiti e stalagmiti al suo interno che somigliano a denti), ma secondo altre teorie Phong Nha sarebbe il nome del vicino villaggio.
Secondo Lê Quý Đôn, Phong Nha era il vecchio nome di un vicino villaggio. Un'altra teoria afferma che "Phong Nha" prende il nome dal fatto che le montagne della regione siano allineate come gli alberi di mandarini nelle corti reali (Han Tu: phong (峰) significa "cima" e nha (衙) significa "mandarino").
Tra gli altri nomi di Phong Nha ci sono: grotta Thầy Tiên, monte Thầy e grotta Troóc.

### Grotta Phong Nha
Ha dato il nome all'intero complesso e deve la fama alle formazioni rocciose note come "Leone", "Grotta della fiaba", "Corte Reale" e "Buddha". La sua lunghezza è pari a 7729 metri, e contiene 14 grotte oltre ad un fiume sotterraneo di 13 969 metri. Gli scienziati hanno finora esaminato 44,5 km di grotte in questa caverna, ma i turisti possono visitare solo i primi 1500 m (controllare i numeri che sono incongruenti tra loro). Le caverne di Phong Nha, come molte di quelle presenti in quest'area, devono la loro forma al fiume Chay. Anche il fiume Son scorre nella grotta. La principale grotta di Phong Nha è composta di 14 camere, connesse da un fiume sotterraneo che corre per 1,5 km. Corridoi secondari si diramano in tutte le direzioni. La caverna ed alcune di quelle interne hanno soffitti alti tra i 25 ed i 40 metri. A partire dalla quattordicesima camera sembrerebbero esserci corridoi che portano a grotte altrettanto vaste, ma la zona è particolarmente pericolosa per gli esploratori a causa dell'erosione del calcare che forma le grotte. La grotta Superficiale si trova ad 800 metri dall'entrata. Stalattiti e stalagmiti somigliano a strani alberi. Tra le più famose grotte ci sono:
- Grotta Scura (Hang Tối): situata a monte del fiume Son, costeggia il Chay sulla sinistra. È lunga 5258 metri ed alta 83. L'entrata è ampia, ed è circondata da una fitta foresta.
- Grotta E (Hang E): lunga 736 m accessibile dal Sentiero di Ho Chi Minh.
- Grotta Cha An (Hang Chà An): lunga 667 m, larga 15.
- Grotta Thung (Hang Thung): questa grotta ha un fiume sotterraneo di 3351 metri, con un'altezza che in alcuni punti supera i 133 metri. Il fiume riceve come immissario il Rao Thuong.
- Grotta Én (Hang Én): lunga 1645 metri, alta 78,6. La grotta è larga, con un fondo di sabbia fine. In questa grotta vivono numerosi passeri.
- Grotta Khe Tien (Hang Khe Tiên): situata a sud della Phong Nha, è lunga 520 metri.
- Grotta Khe Ry (Hang Khe Ry): situata a sud della Phong Nha. In questa grotta si trova il torrente Khe Ry (13,817 di lunghezza ad un'altezza di 120 metri, con una sorgente situata a 1300 metri di altezza).
- Grotta Khe Thi (Hang Khe Thi): il torrente Khe Thi attraversa questa grotta.

### Sistema di grotte di Vom
- Grotta Vom (Hang Vòm): lunga 15,05 km, alta 145 m, con numerosi fiumi e piscine sotterranei. Questa grotta contiene importanti stalattiti e stalagmiti.
- Grotta Dai Cao (Hang Đai Cao): lunga 1645 m, alta 28 m.
- Grotta Duot (Hang Duột): è unita alla Dai Cao, ha una lunghezza di 3,927 km ed un'altezza di 45 m. Il pavimento è coperto di sabbia.
- Grotta Ca (Hang Cá): 1500 metri di lunghezza, 62 di altezza.
- Grotta Ho (Hang Hổ): unita alla Ca, lunga 1616 m ed alta 46 m.
- Grotta Over (Hang Over): lunga 3244 m, alta 103 m, larga tra i 30 ed i 50 m.
- Grotta Pygmy (Hang Pygmy): lunga 845 m, ha numerosi corsi d'acqua che sgorgano da sorgenti situate sulle pareti.
- Grotta Ruc Caroong (Hang Rục Caroòng): habitat del gruppo etnico degli Arem. Essi vivono in caverne, grotte sfamandosi con la caccia e coltivando prodotti naturali.[24]

### Caverna Tien Son
La caverna Tien Son è un'altra delle più belle di Phong Nha-Ke Bang. Fu scoperta per caso da un abitante del luogo nel 1935. Si trova sul territorio del comune di Son Trach, nel distretto di Bo Trach. L'entrata si trova ad un chilometro da quella di Phong Nha, e ad un'altitudine di 200 m. Questa grotta è lunga 980 m. Un pozzo profondo 10 metri si trova a 400 metri dall'entrata, dopodiché inizia un tunnel sotterraneo di 500 metri chiuso ai turisti, ma a disposizione dei geologi professionisti. Come la Phong Nha, questa caverna vanta numerose spettacolari stalattiti e stalagmiti con forme che fanno pensare alle fiabe. Il tempo ha creato sia colonne sia muri in grado di produrre strani suoni simili ad un gong o ad un tamburo se colpite con la mano. Secondo gli scienziati britannici, Tien Son si creò decine di milioni di anni fa quando un corso d'acqua perforò una montagna calcarea di Ke Bang. In seguito ad una serie di movimenti rocciosi, quest'area si è continuamente alzata ed abbassata, bloccando il corso d'acqua e creando quella che oggi è Tien Son, mentre il fiume è stato deviato verso Phong Nha. Nonostante Phong Nha e Tien Son siano vicine, non esistono collegamenti tra loro.

### Grotta Thien Duong
La grotta Thien Duong (paradiso) è stata scoperta di recente. Viene considerata dai britannici la più larga e lunga del complesso di Phong Nha-Ke Bang, con le più belle stalattiti e stalagmiti del parco. Nonostante questo, ai turisti viene permessa la visita solo di alcune centinaia di metri, e non è stata ancora effettuata una completa esplorazione a causa dei pericoli presenti nella parte più remota.

## Biodiversità del parco

### Flora

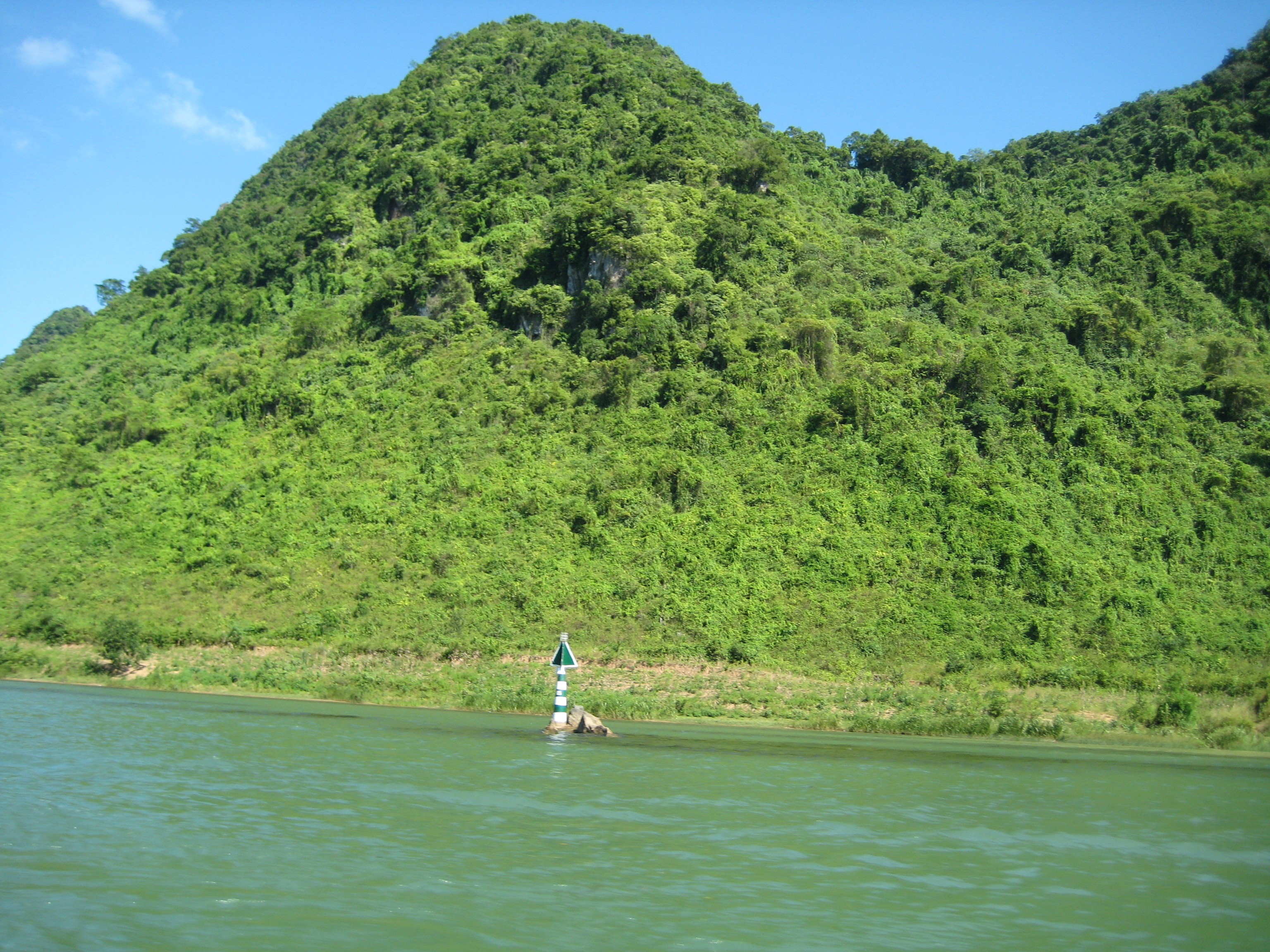
Alberi sulle montagne calcaree, flora tipica del parco di Phong Nha-Ke Bang

Il parco fa parte dell'ecoregione della catena Annamita. Per questo motivo buona parte della vegetazione è composta da una fitta foresta pluviale tropicale, posizionata su un fondo calcareo 800 m sopra il livello del mare. Il 96,2% di questo parco nazionale è coperto da una foresta, di cui il 92,2% è incontaminato.  Secondo i primi sopralluoghi, la foresta di Phong Nha - Ke Bang conta 140 famiglie, 427 generi e 751 specie di piante vascolari, di cui 36 specie sono a rischio ed elencate nella Lista rossa IUCN del Vietnam.
Le specie più comuni di alberi sono Hopea, Sumbaviopsis albicans, Garcinia fragraeoides, Burretionendron hsienmu, Chukrasia tabularis, Photinia aroboreum e Dysospyros saletti. Le piante da seme possono nascere solo nei buchi e nelle crepe formatesi nel calcare, dove il terreno si è accumulato.
La foresta è composta tipicamente da piante sempreverdi con sporadici alberi decidui quali Dipterocarpus kerri, Anogeissus acuminate, Pometia pinnata e Lagerstroemia calyculata.
Le famiglie di piante dominanti sono rappresentate da Lauraceae, Fagaceae, Theaceae e Rosaceae, con alcune Gymnospermae quali Podocarpus imbricatus, Podocarpus neriifolius e Nageia fleuryi.
Nel parco nazionale vi sono 50 km² di foresta di Calocedrus macrolepis su fondo calcareo (Calocedrus rupestris) con una densità che varia dai 2500 ai 60000 alberi per km². Si tratta della più estesa foresta vietnamita di questo genere. Molti alberi hanno 500-600 anni, e vengono elencati nel gruppo 2A (rari, preziosi e di limitato sfruttamento) nella lettera ufficiale 3399/VPCP-NN del 21 giugno 2002, un emendamento al decreto 48 del Governo del Vietnam.
L'università di Hanoi, insieme al Centro di Ricerca di Phong Nha-Ke Bang, ha scoperto 1320 nuove specie in questo parco.
I biologi hanno scoperto tre rare specie di orchidee. Si tratta di Paphiopedilum malipoense, Paphiopedilum dianthum, Paphiopedilum concolor. Nel 1996 l'IUCN ha inserito queste tre specie di orchidee tra le specie a rischio di estinzione nel prossimo futuro.
Le specie endemiche del parco sono: Burretiodendron hsienmu, Cryptocarya lenticellata,Deutrizanthus tonkinensis, Eberhardtia tonkinensis, Heritiera macrophylla, Illicium parviflorum, Litsea baviensis, Madhuca pasquieri, Michelia faveolata, Pelthophorum tonkinensis, Semecarpus annamensis, Sindora tonkinensis.

### Fauna

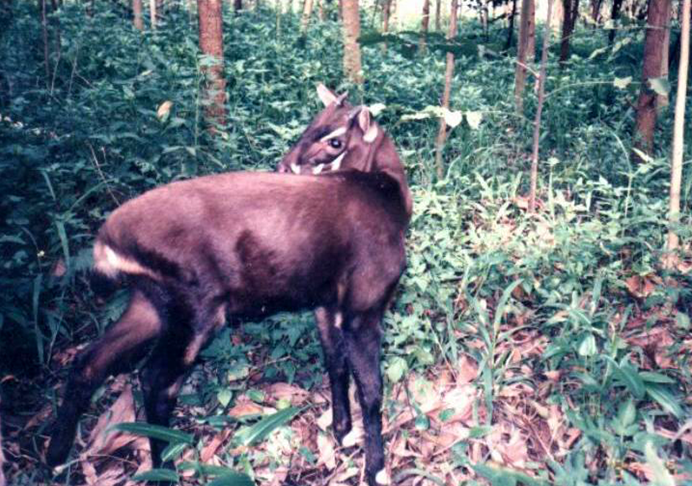
Un saola, una delle specie presenti nel parco di Phong Nha-Ke Bang

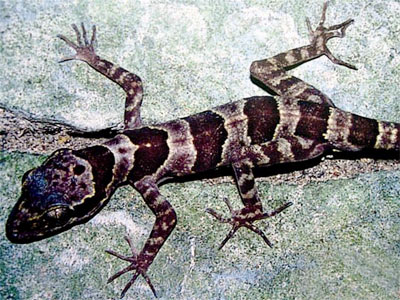
Il Cyrtodactylus phongnhakebangensis, nuova specie scoperta all'interno di Phong Nha-Ke Bang

La foresta ospita anche 98 famiglie, 256 generi e 381 specie di vertebrati. 66 specie animali fanno parte della Red List del Vietnam, mentre altre 23 sono elencata nella IUCN Red List.
Nel 2005 fu scoperta una nuova specie di geco (Lygosoma boehmeiwas) da un gruppo di biologi vietnamiti dello zoo di Colonia e dell'Istituto di Zoologia Selvatica di San Pietroburgo.
Nel parco sono stati scoperti anche il gaur ed una specie di anguilla, oltre a dieci nuove specie di pesci mai viste prima in Vietnam.
Il parco ospita un'importante quantità di primati, con dieci specie e sotto-specie. Tra queste ci sono il macaco nemestrino settentrionale, il macaco dell'Assam, il macaco orsino e il Gibbone dalle guance bianche. Nel parco si trova probabilmente la più ricca popolazione di presbiti di Francois del Vietnam. L'area ha acquisito importanza anche grazie alla sua popolazione di presbiti dell'Hatinh e di presbiti neri. Si tratta senza dubbio del gruppo più popoloso del mondo, e probabilmente l'unico stanziato in un'area protetta. Tra i grandi mammiferi a rischio si ricordano il sirau di Sumatra, il muntjac gigante e probabilmente il saola. L'orso tibetano e l'orso malese sono stati avvistati nel parco. Tra gli altri piccoli mammiferi ci sono il pangolino del Borneo ed il neo-scoperto Nesolagus timminsii. Sulla lista a rischio dell'IUCN sono elencate anche dieci specie di pipistrelli presenti nel parco.
Delle 59 specie di rettili ed anfibi, 18 sono elencati sul Libro Rosso del Vietnam e 6 in quello mondiale dell'IUCN. Le 72 specie di pesci comprendono 4 specie endemiche, tra cui il Devario quangbinhensis.
Nel parco vivono oltre 200 specie di uccelli, compresi alcuni rari quali la pernice collare castano, il picchio di Rabier, il calao di Austen, il garrulo fuligginoso e il garrulo di Danjou. Esistono prove dell'esistenza del fagiano vietnamita e del fagiano imperiale.
Un'esplorazione condotta da scienziati russi e vietnamiti del Vietnam-Russia Tropical Centre (fondato dal WWF) ha registrato la presenza di 259 specie di farfalle appartenenti ad 11 famiglie. Quasi tutte le principali farfalle del Vietnam sono osservabili a Phong Nha - Ke Bang.

## Importanza storica
La prova più antiche di occupazione umana è rappresentata da teste d'ascia del neolitico, e da simili artefatti rinvenuti in alcune delle grotte. Phong Nha - Ke Bang contiene anche reperti storici ed archeologici, quali antichi geroglifici scritti dalla minoranza etnica dei Chăm. Nel 1995 l'Istituto Archeologico del Vietnam ha evidenziato il fatto che Phong Nha è una grotta importante dal punto di vista archeologico. Ha anche ipotizzato che la grotta di Bi Ky possa essere stata una moschea Champa tra il IX e l'XI secolo. All'interno della grotta di Phong Nha sono state trovate molte ceramiche Champa e vasi in terracotta.
Nel 1899 un missionario francese, Léopold Cadière, studiò usanze e cultura degli abitanti locali stanziati lungo il fiume Son. Nella lettera che spedì all'École française d'Extrême-Orient, affermò che: "Quello che resta qui si dimostra importante per la storia. Proteggerlo rappresenta un aiuto per la scienza". All'inizio del XX secolo, speleologi e ricercatori francesi ed inglesi scoprirono numerosi reperti Champa e vietnamiti, quali altari, steli, geroglifici, sculture statue in pietra, statue del Buddha ed artefatti cinesi.
Re Hàm Nghi vi insediò una base della resistenza vietnamita che contrastò il colonialismo francese alla fine del XIX secolo.
Durante la guerra del Vietnam le grotte si dimostrarono un'inespugnabile roccaforte dell'esercito nord-vietnamita insieme al traghetto Xuan Son, al sentiero di Ho Chi Minh, alla Strada 20, a Mụ Giạ, A.T.P, Trà Ang, Cà Tang, il torrente Ve, il traghetto di Nguyen Van Troi, e i depositi di materiale nelle grotte di Tuyen Hoa e Minh Hoa.

## Sopralluogo dell'UNESCO

### Proposta e sopralluogo del 2003
Il parco nazionale di Phong Nha-Ke Bang fu proposto la prima volta come patrimonio dell'umanità nel 1998. L'incartamento fu sottoposto dal governo vietnamita all'UNESCO richiedendo di inserire il parco tra i patrimoni naturali, col nome di "Phong Nha Nature Reserve". I motivi avanzati erano la biodiversità del parco, la bellezza e la geodiversità (criteri I e IV).
Nel 1999 la Unione Internazionale per la Conservazione della Natura (IUCN) condusse uno studio di campo in gennaio e febbraio. Durante il meeting del luglio 1999, l'Evaluation Bureau decise che Phong Nha rispettava i criteri I e IV, ma solo se si fosse espanso per comprendere l'intero parco nazionale. Questo bureau affermò che il sito faceva parte di una placca carsica estremamente complessa ed antica, con un'elevata geodiversità che comprendeva anche Ke Bang e Hin Namno. L'Evaluation Bureau concluse che la proposta di nomina non era dunque accettabile per i criteri dei patrimoni dell'umanità. Nonostante questo, se fosse stata riproposta in unione col sistema carsico di Hin Namno in Laos, avrebbero rappresentato la più estesa foresta carsica del Sud-est asiatico, il che gli avrebbe valso l'accettazione. Il Bureau decise di rimandare la nomina della Riserva Naturale di Phong Nha.
Nel 2000 il governo vietnamita chiese un riesame della richiesta su un'area più vasta. In quel periodo, però, l'Assemblea Nazionale ed il governo del Vietnam annunciarono l'imminente costruzione dell'autostrada nord-sud di Ho Chi Minh, e di una bretella di collegamento tra l'autostrada e la Strada 20 che avrebbe tagliato il nucleo della riserva di Phong Nha. Ovviamente la notizia condizionò gli impatti sulla riserva naturale, e molte organizzazioni internazionali quali l'IUCN, o la Flora and Fauna International, chiesero al governo vietnamita di riconsiderare il progetto. Evidenziarono anche i rischi corsi dalla biodiversità in seguito ai lavori. A causa del progetto, l'evaluation bureau non considerò la richiesta di riesame avanzata dal governo.
Il governo fornì al bureau nuove informazioni nel maggio 2002, annunciando la decisione del primo ministro del Vietnam (dicembre 2001) di elevare Phong Nha – Ke Bang al grado di parco nazionale, con una superficie complessiva di 857,54 km2; fornendo informazioni sui progetti di conservazione e sviluppo del parco. La nuova proposta riguardava un'area più limitata di quella del 200, ma molto maggiore di quella del 1998.
Fu riconosciuta patrimonio naturale dell'umanità durante la 27ª assemblea generale dell'UNESCO, tenutasi a Parigi dal 30 giugno al 5 luglio 2003. Durante questa sessione, i delegati di oltre 160 stati membri convennero sull'opportunità di includere Phong Nha-Ke Bang ed altri 30 siti nella lista. A Phong Nha-Ke Bang è stato riconosciuto il rispetto del criterio VIII a causa dei reperti storici, e per la sua importanza geologica, geomorfica e geostorica.

### Secondo sopralluogo
Il National Council for Cultural Heritage, un'organizzazione controllata dal Ministero della Cultura e dell'informazione del Vietnam (ora Ministero della Cultura, Sport e Turismo) raccomandò al primo ministro vietnamita di proporre Phong Nha-Ke Bang ad un secondo controllo UNESCO per poterne validare anche la biodiversità (nel 2003 era stato considerato solo l'aspetto geologico).
Esperti vietnamiti ed internazionali speravano di veder riconosciuta l'importanza del parco anche nel 2008.
Dopo il riconoscimento dell'UNESCO del 2003, il governo vietnamita continuò a compilare documentazione scientifica per fare inserire il parco tra i patrimoni naturali. Secondo il rapporto del WWF del 2000, il parco nazionale di Phong Nha-Ke Bang è uno dei 200 migliori siti mondiali per la biodiversità, ed uno dei 60 più importanti santuari del Vietnam. Vantava una foresta unica al mondo, composta da 15 tipi diversi.
Alla conferenza finale del National Council for Cultural Heritage tenutosi in Vietnam nel 2007, gli scienziati presenti alla riunione mostrarono i documenti riguardanti il parco. Secondo loro si trattava di un sistema senza pari tra gli altri siti protetti dall'UNESCO.

## Attività turistiche

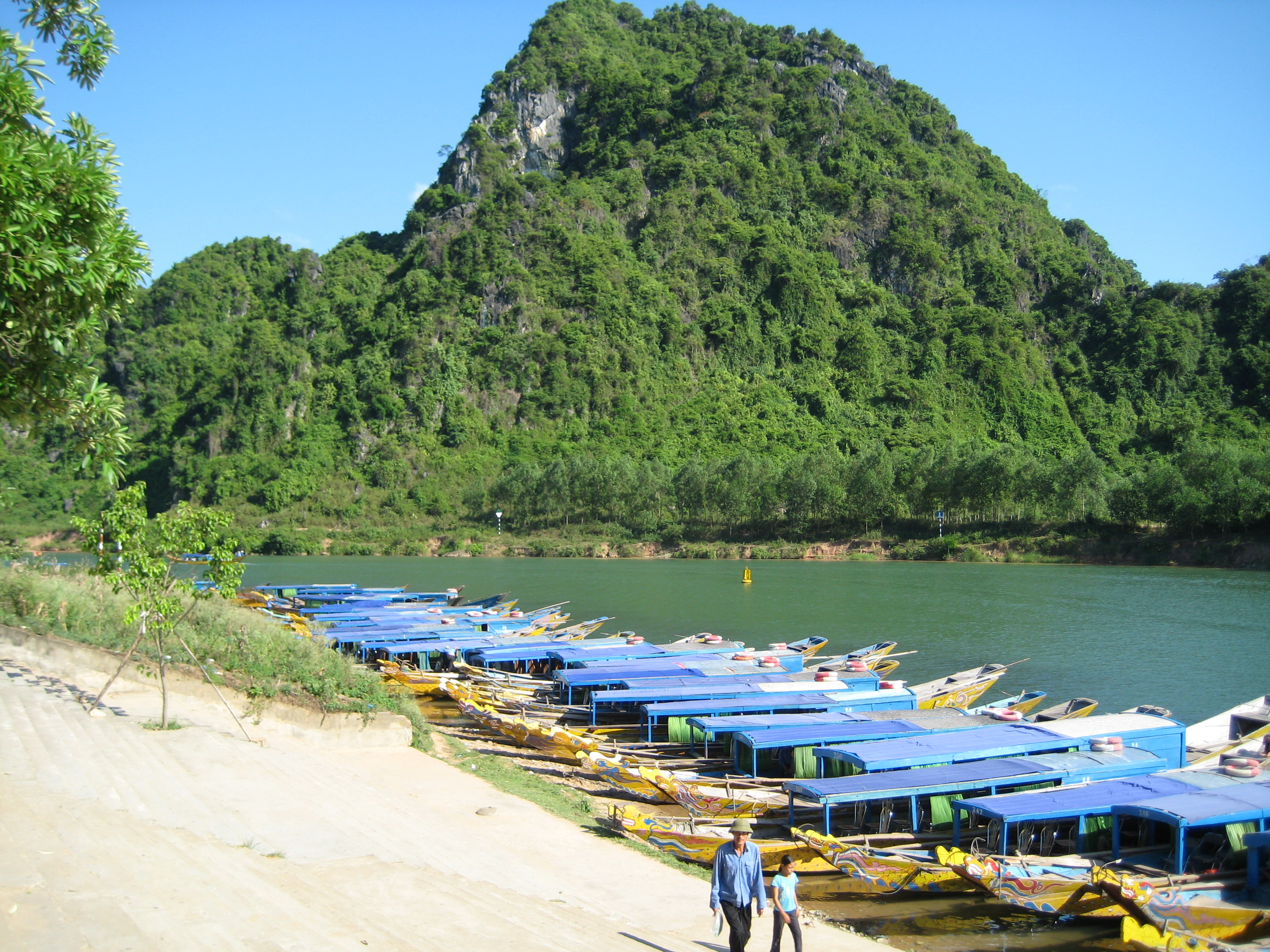
Barche per turisti a Phong Nha-Ke Bang

Il numero di turisti è cresciuto esponenzialmente da quando il parco è entrato a far parte dei siti dell'UNESCO.
La provincia di Quang Binh ha investito molto per migliorare l'accoglienza ai turisti.
Sono stati creati molti progetti eco-turistici per lo sviluppo dell'area. Phong Nha Ke Bang fa parte di un programma chiamato "Middle World Heritage Road", che comprende anche l'antica capitale di Huế, i reperti Champa di My Son, le città di Hội An, Nha nhac e lo Space of Gong Culture in the Central Highlands of Vietnam.
Le attività turistiche di Phong Nha-Ke Bang vengono organizzate da agenzie turistiche e comprendono:
- Tour per la visita a grotte e caverne in barca.[39]
- Ecoturismo, alla scoperta di flora e fauna della foresta di Ke Bang.[40]
- Arrampicata: esistono montagne ripide altre oltre 1000 m, adatte per fare roccia.[39]

Uno dei percorsi più gettonati è rappresentato dalla risalita in barca del fiume Chay all'interno delle foreste, fino a raggiungere numerose cascate e mulinelli prima di giungere a Tro Mong. All'interno del parco si trovano cascate alte 50 metri, le cascate Chai. Si possono ammirare Nước Ngang, una fonte orizzontale invece delle solite verticali; Ðá Nằm, una pietra che blocca un torrente. Ma la scena più spettacolare è rappresentata da Nước Trồi, un corso d'acqua che zampilla dal terreno. Molti dei fiumi hanno lunghi corsi, per poi sparire nel sottosuolo.
Grazie allo sviluppo turistico del parco, circa 1 000 abitanti localio hanno trovato un impiego in ambito turistico. Il centro provinciale di Phong Nha-Ke Bang per l'Ecotourismo e la Cultura ha a disposizione 248 barche, dando lavoro a 500 persone. Per ogni nave ci sono due uomini con uno stipendio da 70.000 dong vietnamiti al giorno, relativamente alto rispetto alla media del luogo. Il centro, nel 2000, ha lanciato un programma per insegnare ad alcuni uomini l'arte della fotografia da usare con i turisti.
Al fine di facilitare l'incremento del flusso turistico, è stato costruito l'aeroporto di Dong Hoi, operativo dalla fine del 2008.
Phong Nha-Ke Bang, insieme alla Baia di Ha Long ed al Fansipan, ha fatto parte dei candidati a diventare una delle Sette meraviglie del mondo moderno. Il 12 febbraio 2008 è stata pubblicata la classifica in cui risulta essere al decimo posto.

## Gestione

### Attività di gestione
Il comitato di gestione del parco è composto da 115 persone, tra cui zoologi, botanici, silviculturalisti e socio-economisti. A causa della mancanza di fondi e mezzi, come gli elicotteri, è difficoltosa la salvaguardia del parco.
Una zona semi selvaggia di 0,18 km2, circondata da un reticolato elettrico, protegge i primati che abitano la foresta. Il progetto è sponsorizzato dallo Zoologische Gesellschaft Frankfurt (Germania) al fine di fornire un santuario alle 10 specie di primati tra cui Trachypithecus francoisi hatinhensis, Pygathrix nemaeus o Pygathrix nemaeus nemaeus.

### Minacce alla biodiversità
Nel cuore del parco ci sono due villaggi appartenenti ai gruppi etnici di Arem e Ma Coong. Nel cuscino esterno vivono 52 001 persone. Si tratta soprattutto di Kinh e di altre minoranze etniche di Chut e Van Kieu, molti dei quali vivono dei prodotti che offre la foresta.
L'aumento di visitatori del parco è un altro problema a causa dell'inquinamento non previsto (dell'acqua, rifiuti), e l'impatto umano su grotte e caverne potrebbe danneggiarne la biodiversità. La caccia è un grave pericolo per la vita selvatica, ed ha portato al ridimensionamento della presenza di specie quali il maiale selvatico, il binturong ed i primati. Nonostante le autorità locali non abbiano preso contromisure, molti sono i ristoranti che servono carne di animali selvatici cacciati all'interno del parco. Attualmente Phong Nha-Ke Bang non protegge tigri, elefanti asiatici e tori selvatici.
Le rare anguille tipo la Anguilla marmorota o la Anguilla bicolo vengono catturate e consumate in gran numero dagli abitanti locali, e servite come specialità tipiche dai ristoranti dato che, secondo le credenze popolari, si tratterebbe di "Viagra naturale".
L'eccessivo sfruttamento del legno pregiato come l'Ebano ed il Go Hue (Dalbergia rimosa), e gli oli ricavati da alberi quali il Cinnamomum balansea, rattan, è il motivo della scomparsa di queste piante da molte zone del parco. Anche i pipistrelli che popolavano le caverne sono disturbati dalla presenza degli uomini.
L'autostrada di Ho Chi Minh e la Strada 20 attraversano i confini del parco, e la strada che le connette attraversa il centro dell'area protetta aumentando il pericolo per le specie selvatiche, soprattutto dei presbiti dell'Hatinh e dei presbiti neri. Durante la costruzione della strada, le esplosioni e le altre attività tennero i primati lontani dal loro habitat naturale.
A causa della scarsa gestione effettuata dal governo locale, molte aree esterne della foresta sono state in buona parte spogliate, alcune completamente.
Il calcare di Phong Nha-Ke Bang è stato sfruttato per motivi commerciali dagli abitanti locali, senza che le autorità prendessero contromisure.
Il governo provinciale approvò la costruzione di una centrale termoelettrica alimentata a carbone da 3600 MW nel villaggio di Vĩnh Sơn, comune di Quảng Đông, distretto di Quang Trach, 40 km a nord-est del parco nazionale. Questa scelta ha fatto preoccupare molti ambientalisti a causa del probabile inquinamento di acqua ed aria subito dal parco.
Gli incendi nella stagione secca sono violenti, e rappresentano una minaccia per la foresta.

### Gestione dei territori adiacenti
La gestione del territorio e la regolamentazione delle attività commerciali nella zona che circonda il parco sono svolte dalle autorità provinciali in maniera disorganizzata. Lotti di terra sono stati venduti ad investitori ed abitanti locali per la costruzione di edifici di servizio modo azzardato, portando alla creazione di molti edifici all'ingresso del parco. La cosa è stata peggiorata da coloro che non hanno costruito sui propri lotti, ma che li tengono per rivenderli in futuro. Il progetto edilizio dei 2 km² adiacenti al parco è stato criticato da molti esperti che l'hanno etichettato come "senza visione al futuro ". Il governo provinciale di Quang Binh dichiarò l'intenzione di assoldare ingegneri internazionale per aiutare nello sviluppo del turismo nelle aree adiacenti.

### Finanziamenti internazionali
Il 3 novembre 2005 il governo tedesco annunciò lo stanziamento di 12,6 milioni di euro a favore del comitato di gestione del parco, al fine di proteggere la sua biodiversità.
Nel 2007 il governo tedesco donò altri 1,8 milioni di euro al Vietnam per la protezione del parco.
Il Fauna & Flora International donò 132 000 dollari a Phong Nha-Ke Bang per la protezione dei primati presenti nel parco e nelle immediate vicinanze.
Nel 1998 il FFI organizzò un corso di aggiornamento per il personale del parco. La British Commission for International Development sponsorizzò un fondo del WWF per proteggere la biodiversità del parco e della vicina riserva di Hin Namno in Laos. L'FFI ricevette anche fondi dal Department for Environment, Food and Rural Affairs britannico per organizzare una campagna volta a sensibilizzare la gente riguardo alla biodiversità presente nella foresta.

## Galleria d'immagini

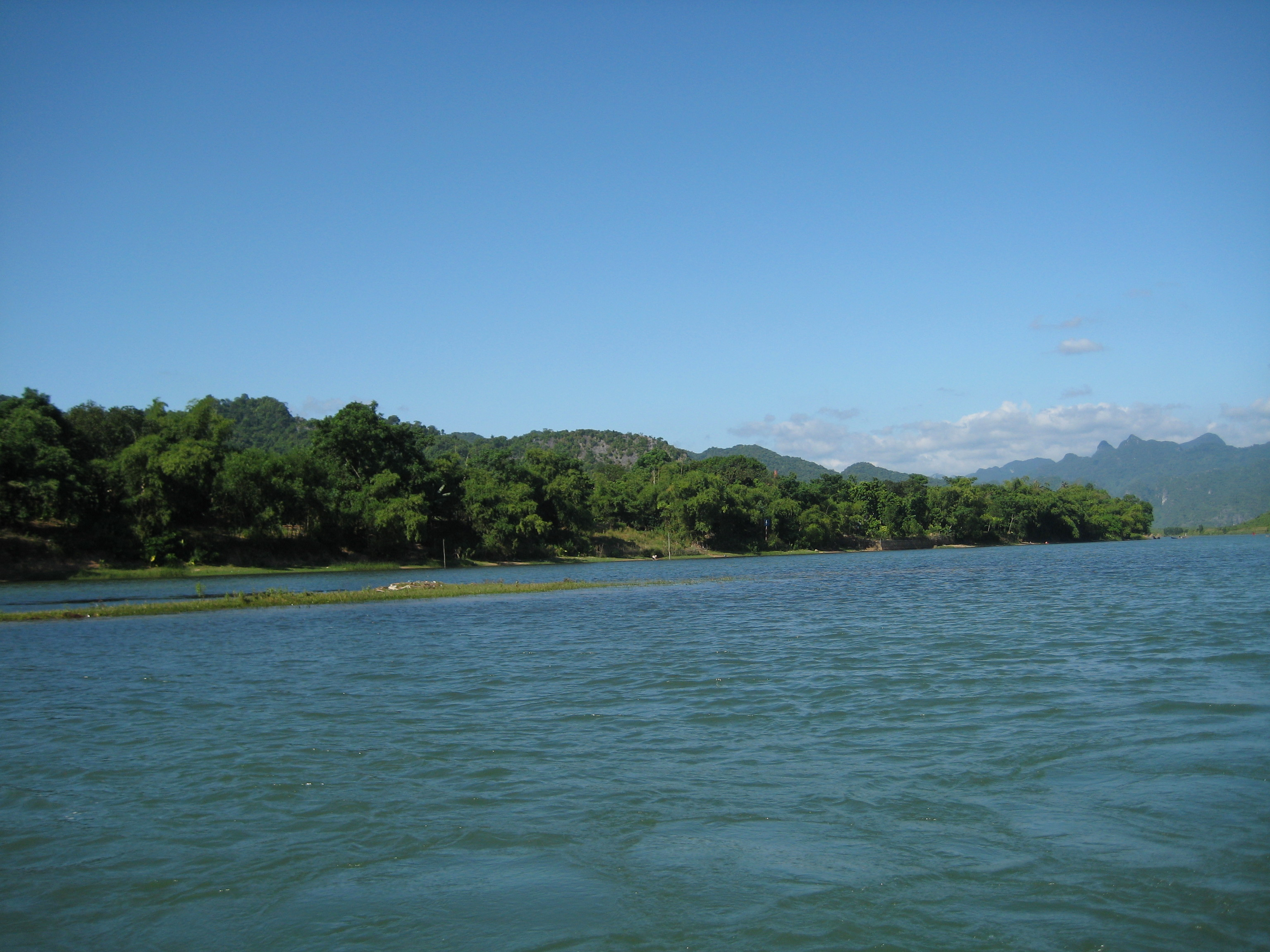
Fiume Son nel parco nazionale di Phong Nha-Ke Bang
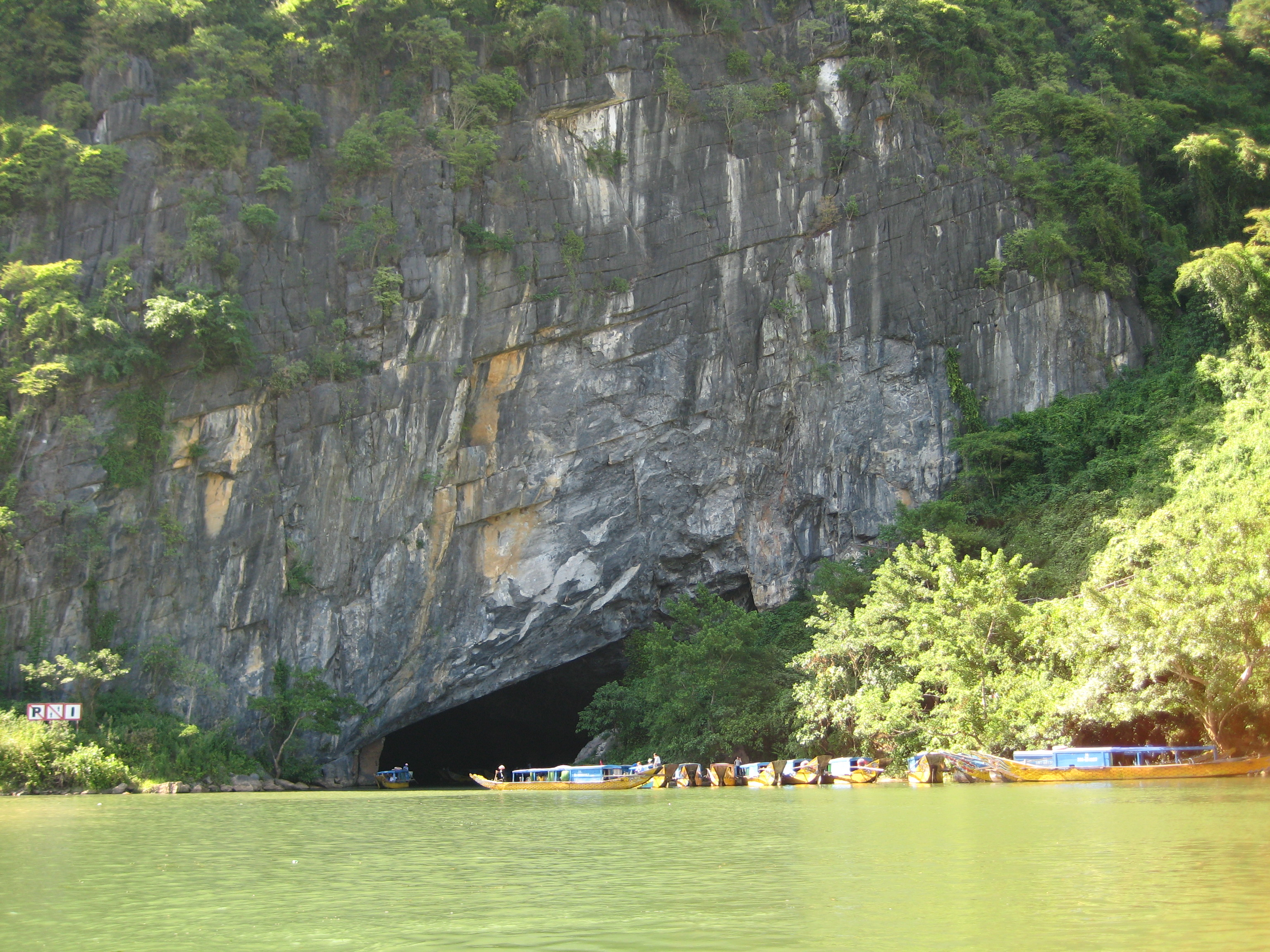
L'entrata della grotta di Phong Nha con un fiume sotterraneo
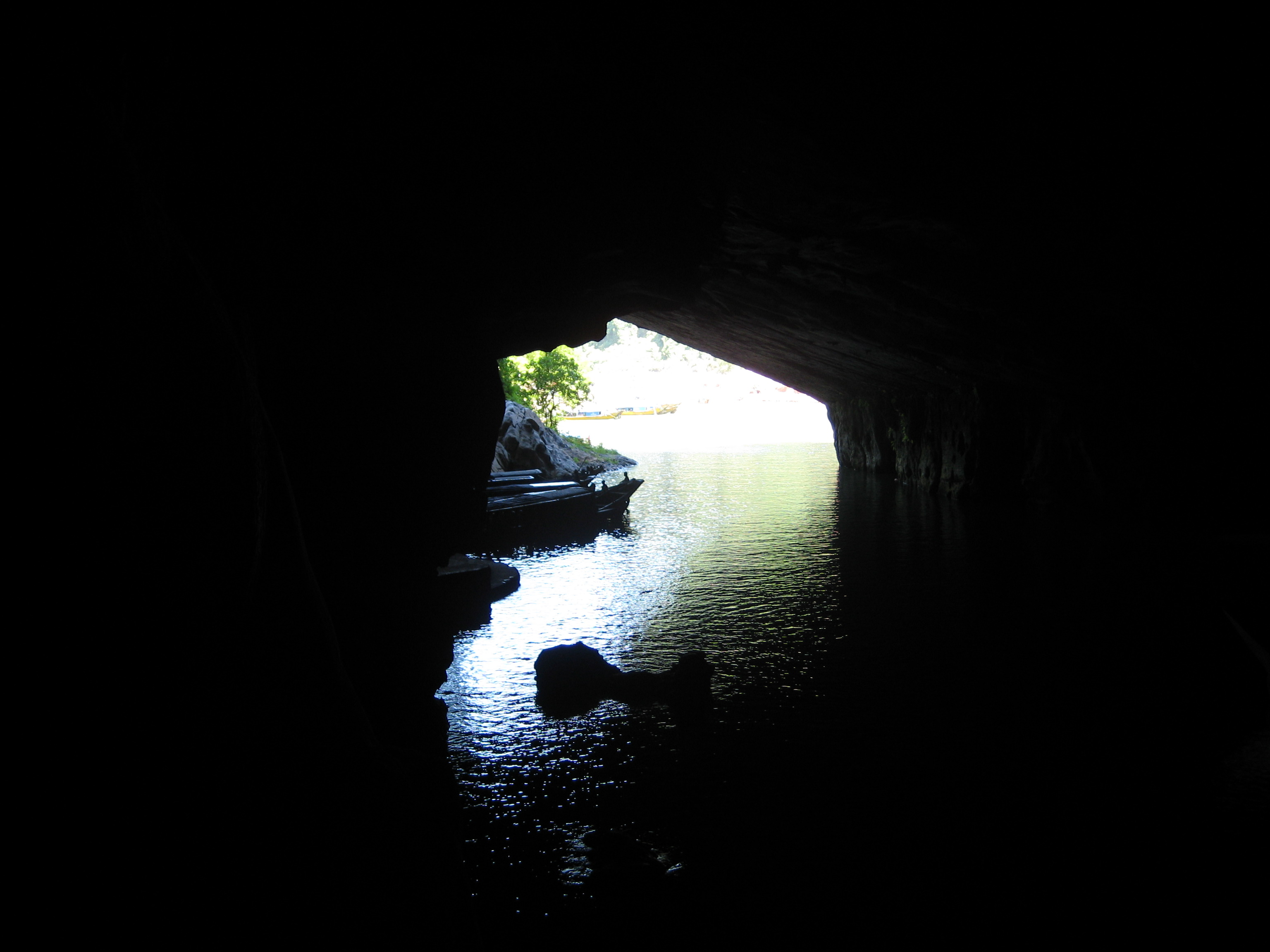
Interno della grotta di Phong Nha
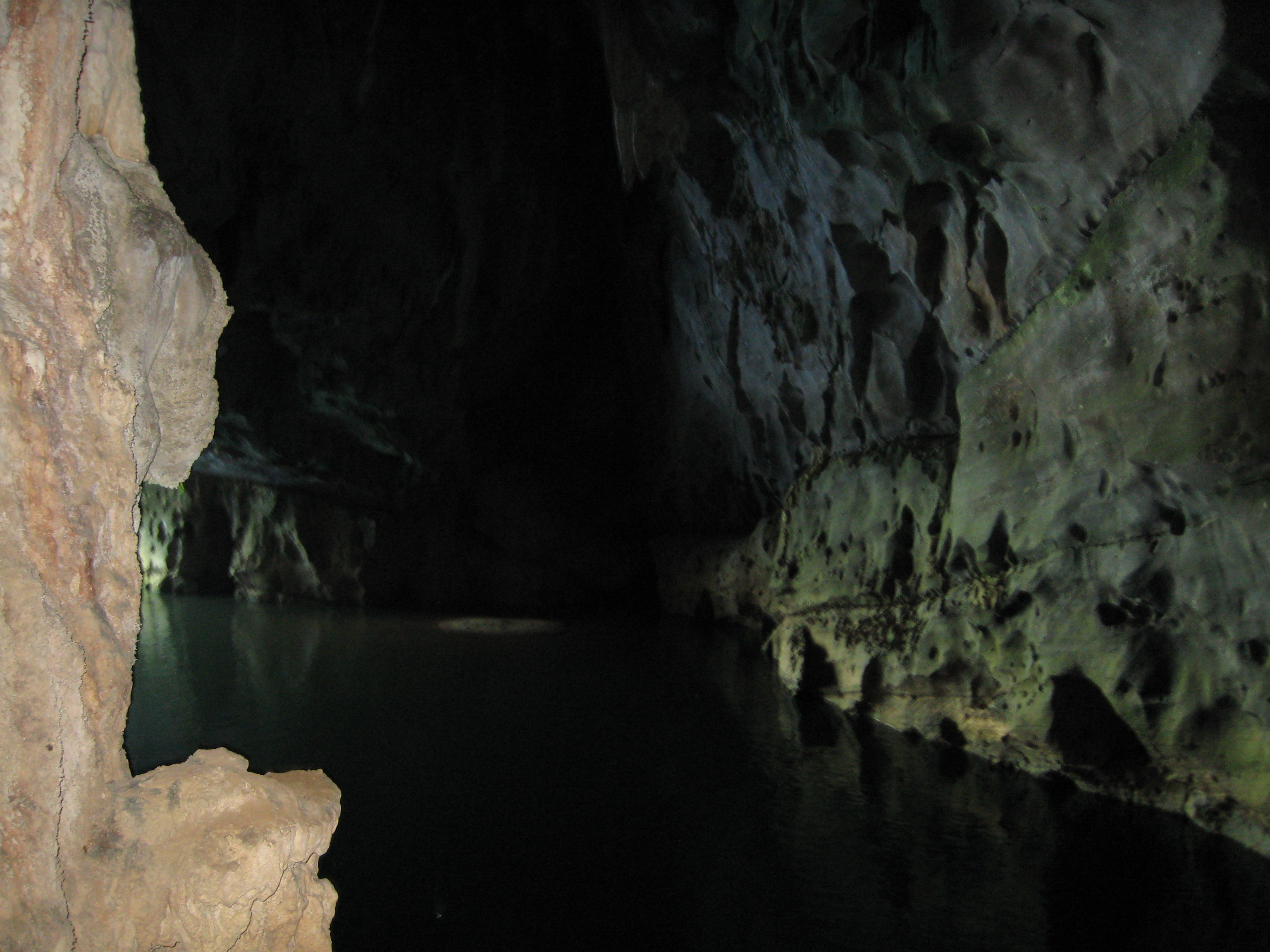
Un fiume sotterraneo
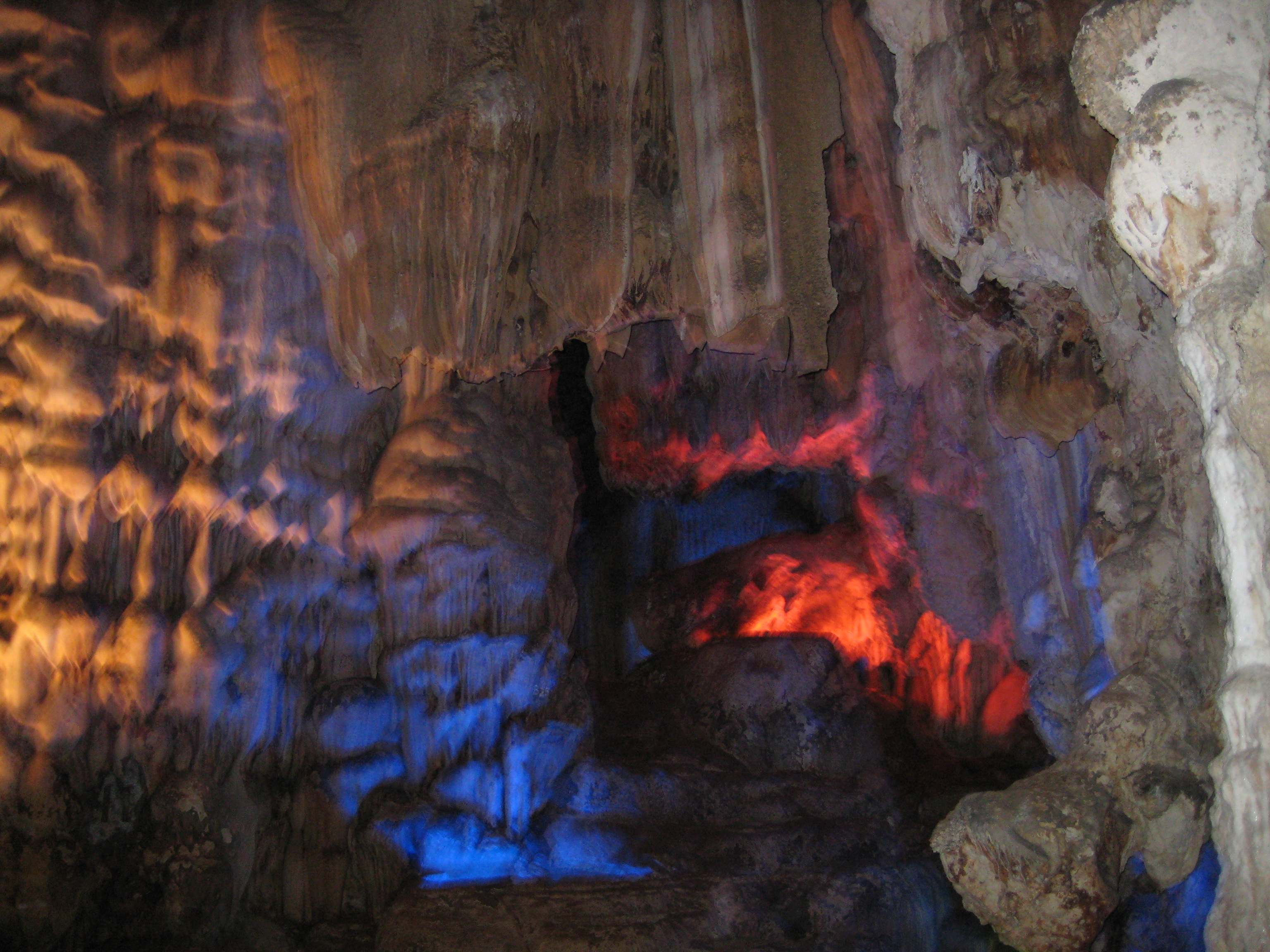
La grotta di Phong Nha, la più bella grotta del parco nazionale di Phong Nha-Ke Bang
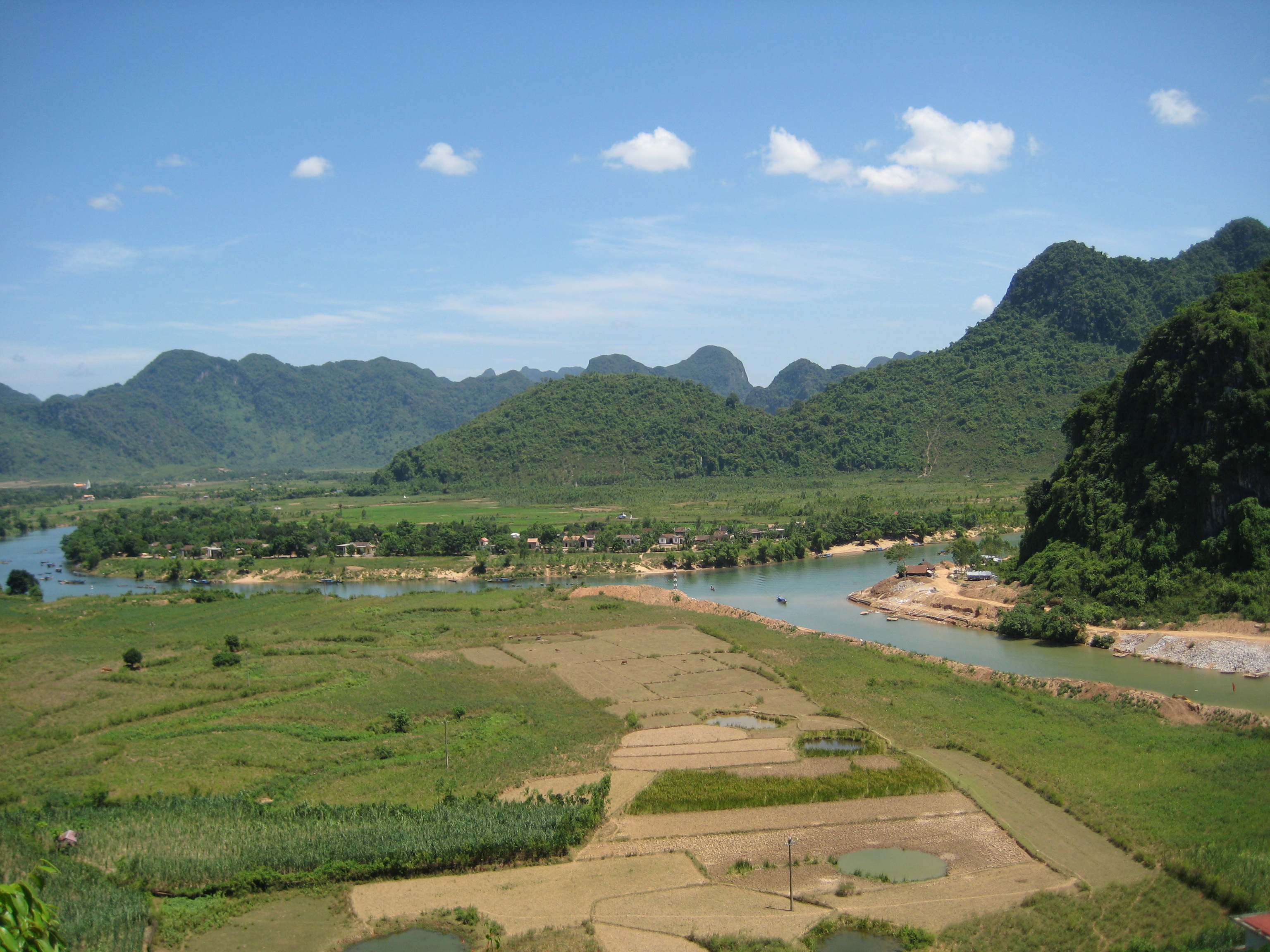
Catena montuosa nel parco nazionale di Phong Nha-Ke Bang
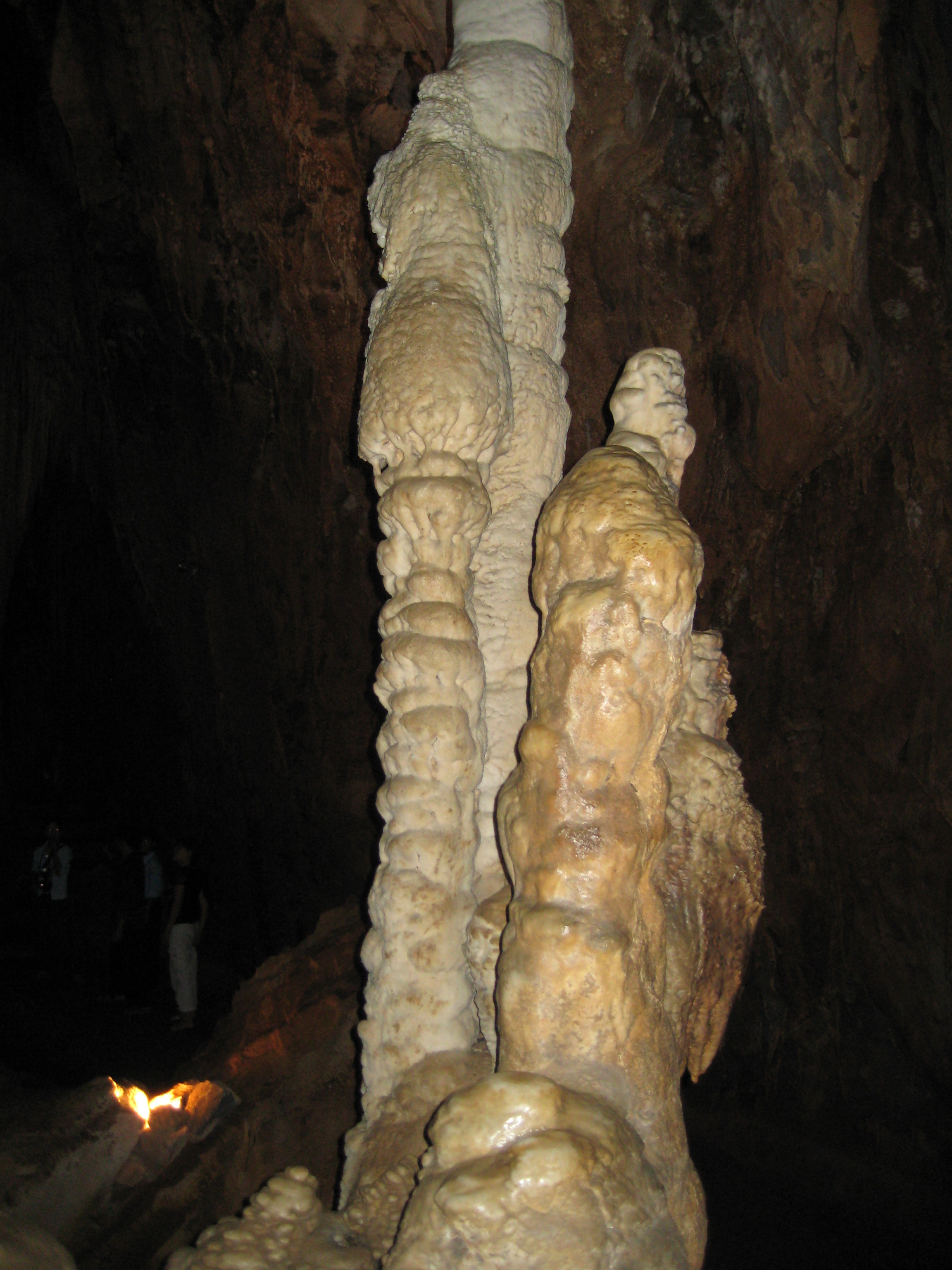
Le stalattiti della grotta secca del parco nazionale di Phong Nha-Ke Bang
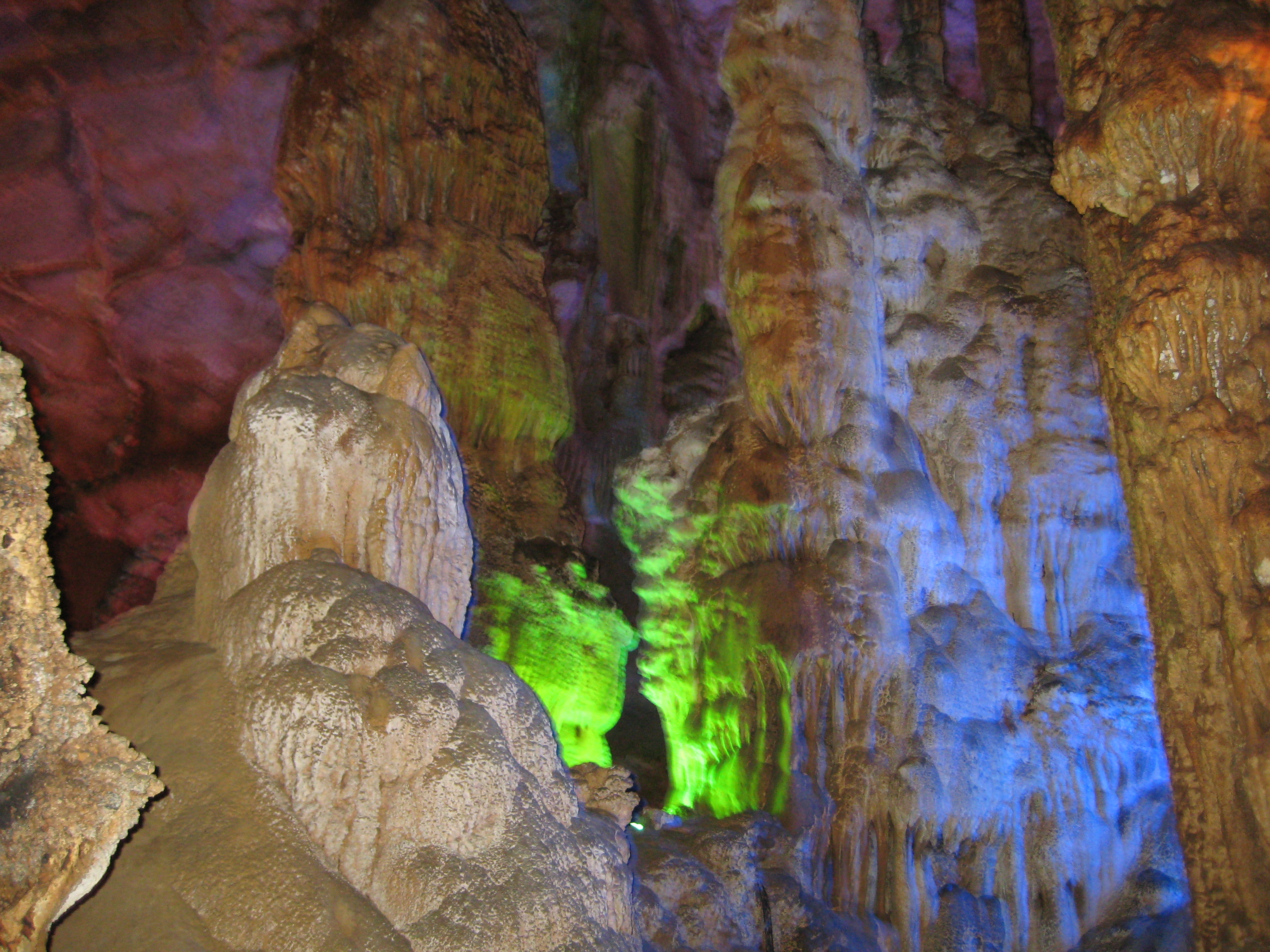
Stalagmiti
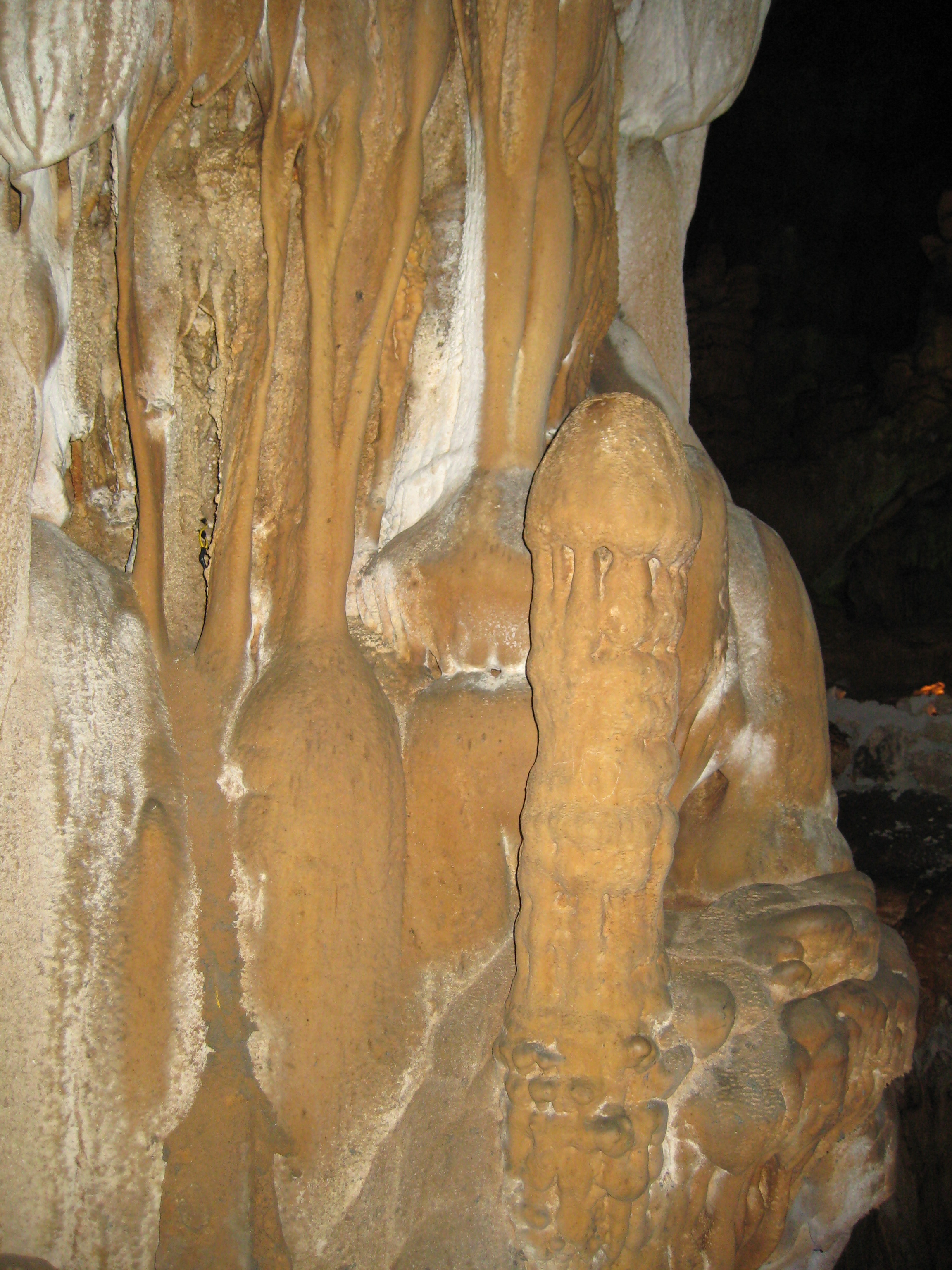
Un "linga" di pietra nella grotta secca del parco nazionale d9 Phong Nha-Ke Bang